# Altos de la Garrocha
Altos de la Garrocha är en ort i Mexiko.   Den ligger i kommunen Balleza och delstaten Chihuahua, i den nordvästra delen av landet, 1 100 km nordväst om huvudstaden Mexico City. Altos de la Garrocha ligger 2 919 meter över havet och antalet invånare är 117.
Terrängen runt Altos de la Garrocha är huvudsakligen kuperad, men åt sydost är den platt. Altos de la Garrocha ligger uppe på en höjd. Runt Altos de la Garrocha är det mycket glesbefolkat, med 3 invånare per kvadratkilometer. Närmaste större samhälle är Aserradero Pilares, 17,7 km söder om Altos de la Garrocha. I omgivningarna runt Altos de la Garrocha växer huvudsakligen savannskog.